# WISE 1049-5319

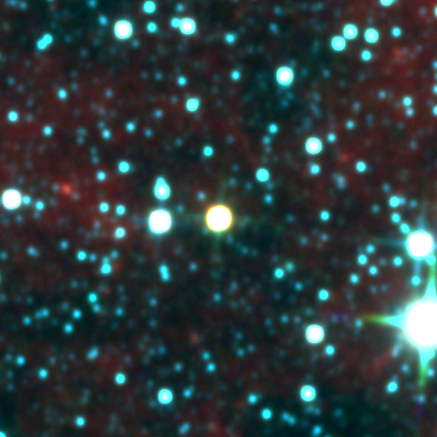
La enana marrón binaria WISE 1049-5319 es el disco amarillo en el centro de esta imagen del WISE del 7 de enero de 2010.

WISE 1049-5319 (su nombre oficial completo es WISE J104915.57-531906), llamada también Luhman 16 es una enana marrón binaria situada en el sur de la constelación Vela a 6,5 años luz del Sol, haciendo a estas enanas marrones las terceras estrellas más cercanas al sistema solar descubiertas, tras el sistema de Alfa Centauri (conocido desde la antigüedad) y la estrella de Barnard (descubierta en 1916).
El elemento principal, Luhman 16A, tiene una clasificación estelar de L8 ± 1, y el secundario, Luhman 16B, es probablemente cerca de la transición L/T. El par orbita entre sí a una distancia de unas 3 UA, con un periodo orbital de unos 25 años.

## Descubrimiento

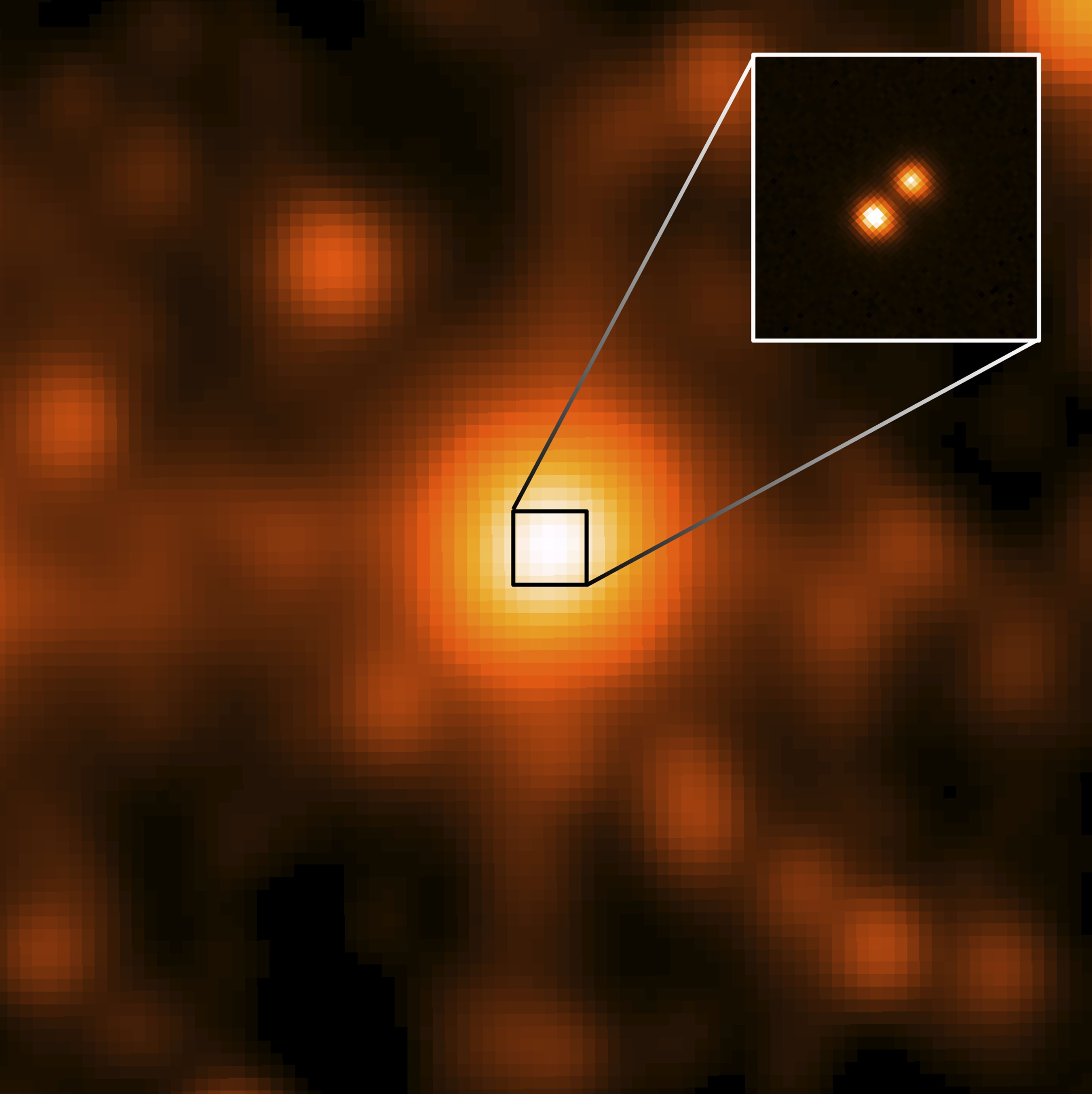
Imagen del WISE del sistema Luhman 16.

Las enanas marrones fueron descubiertas por Kevin Luhman, astrónomo de la Pennsylvania State University, a partir de imágenes del observatorio en órbita Wide-field Infrared Survey Explorer (WISE), de la NASA, misión que se desarrolló desde diciembre de 2009 hasta febrero de 2011; las imágenes en las que se encontró habían sido tomadas entre enero de 2010 y enero de 2011, y el descubrimiento fue anunciado en 2013.
El segundo componente del sistema también fue descubierto por Luhman en 2013, y fue anunciado en el mismo artículo que cubría el descubrimiento del primer elemento. Fue descubierto en una imagen de la banda i tomada en la noche del 23 de febrero de 2013 con el Gemini Multi-Object Spectrograph (GMOS) en el observatorio Gemini Sur, Chile.